# Bob Tuohy
Bob Tuohy (1943) is een golfer uit Australië. Hij speelde op de Australaziatische Tour, organiseert golftoernooien en ontwerpt golfbanen.
Tijdens een toernooi op de Japan Golf Tour in 1973 liep Tuohy een rugblessure op. In 1974 richtte hij een eigen bedrijf op, Tuohy  Associates (TA Golf), een golfmarketing- en organisatiebureau. Het kantoor organiseert onder meer de Australian Ladies Masters, het Australisch Open (heren) en later ook golftoernooien in Nieuw-Zeeland. Ook ontwerpen ze golfbanen. Zijn zoon Ben speelt scratch golf. Hij is TA's financiële directeur en functioneert ook regelmatig als toernooidirecteur.
In 1990 werd Bob Tuohy erelid van de Australaziatische PGA Tour.

## Gewonnen
Onder meer:
- 1960: Western Australian Open
- 1962: PGA of New Zealand